# Hans-Joachim Birkner
Hans-Joachim Birkner (Schönwalde, 22 de outubro de 1921 — Cracóvia, 14 de dezembro de 1944) foi um piloto de caça alemão da Luftwaffe e recebeu a Cruz de Cavaleiro da Cruz de Ferro durante a Segunda Guerra Mundial. Birkner participou de 284 missões de combate e foi creditado com 117 vitórias aéreas.
Nascido em Schönwalde, Birkner foi treinado como piloto de caça e colocado no Jagdgeschwader 52 (JG 52) em 1943. Lutando na Frente Oriental, ele conquistou sua primeira vitória aérea em 1 de outubro de 1943. Após sua 98.ª vitória aérea, Birkner recebeu a Cruz de Cavaleiro da Cruz de Ferro em 27 de julho de 1944. Em 1 de outubro, foi nomeado Staffelkapitän (líder do esquadrão) do 9. Staffel (9.º esquadrão) do JG 52. Duas semanas depois, ele conquistou sua 100.ª vitória aérea. Birkner morreu em um acidente de voo em 14 de dezembro em um campo de aviação em Cracóvia.

## Juventude e carreira
Birkner nasceu em 22 de outubro 1921, Schönwalde na Prússia Oriental, República de Weimar. No verão de 1943, Feldwebel Birkner completou o treinamento de voo e foi colocado no 9. Staffel (9.º esquadrão) do Jagdgeschwader 52 (JG 52), o esquadrão do III. Gruppe (3.º grupo). Na ocasião, o III. Gruppe era oficialmente comandado pelo Major Günther Rall, ocasionalmente substituído pelo Oberleutnant Walter Krupinski e Oberleutnant Josef Haiböck.

## Segunda Guerra Mundial
Na sexta-feira, 1 de setembro de 1939, as forças alemãs invadiram a Polônia, que marcou o início da Segunda Guerra Mundial, e em junho de 1941, a Alemanha invadiu a União Soviética, que criou a Frente Oriental. No final de setembro de 1943, o III. Gruppe of JG 52 foi equipado com o Messerschmitt Bf 109 G e lutou na Batalha do Cáucaso e foi baseado em Zaporíjia. Em outubro, o III. Gruppe voou em missões de combate no flanco direito do 1.º Exército Panzer e no flanco esquerdo do 6.º Exército no Dniepre.

### Frente Oriental

9. Staffel também conhecido como Karaya-Staffel

Sua primeira missão de combate ocorreu em 30 de agosto de 1943, mas apenas em sua 54.ª missão Birkner obteve sua primeira vitória aérea, em 1 de outubro de 1943 sobre um P-39 Airacobra em combate ao sul-sudoeste de Bolschoj Tokmak. Naquele dia, o III. Gruppe conquistou 17 vitórias aéreas em um encontro com a aeronave de ataque ao solo Ilyushin Il-2 e sua escolta de caça. No final do ano, ele conquistou 24 vitórias no total. Nos meses seguintes, Birkner voou frequentemente como Rottenflieger (ala) para os ases de pontuação Günther Rall e Erich Hartmann, reivindicando todas as suas vitórias enquanto voava com eles. Em 15 de janeiro de 1944, Birkner reivindicou cinco caças P-39 abatidos, um dos quais não foi confirmado, perto de Kirovohrad (suas 28.ª a 32.ª vitórias). Condecorado com a Cruz Germânica em Ouro em 20 de março de 1944, ele revelou-se nas semanas seguintes um piloto implacável, ao longo do mês de abril, ele conquistou mais 29 vitórias, quatro em 15 de abril, outras quatro em 18 de abril e seis em 19 de abril, tornando-o um "ás-em-um-dia" pela primeira vez. Nesse mesmo mês, em reconhecimento ao seu desempenho, Birkner foi condecorado com o Troféu de Honra da Luftwaffe em 24 de abril de 1944.
O mês de maio de 1944 foi igualmente proveitoso para o jovem Birkner, resultando em 17 vitórias confirmadas, incluindo quatro inimigos abatidos em 28 de maio e cinco outros em 30 de maio. O III. Gruppe mudou-se para Roman em 1 de junho. Em 3 de junho, Birkner reivindicou três aeronaves Lavochkin abatidas ao norte de Iași. Em 4 de junho, reivindicou quatro aeronaves seguidos de outros quatro em 8 de junho. Em 24 de junho, a Décima Quinta Força Aérea dos Estados Unidos (USAAF) atacou vários alvos na Romênia com 377 bombardeiros. Uma fração desta força de ataque, consistindo em 135 Consolidated B-24 Liberator e Lockheed P-38 Lightning e caças norte-americanos P-51 Mustang, dirigiu-se para os campos petrolíferos de Ploiești. Defendendo-se deste ataque, Birkner reivindicoum um P-51, sua 91.ª vitória aérea. Birkner foi agraciado com a Cruz de Cavaleiro da Cruz de Ferro (Ritterkreuz des Eisernen Kreuzes) em 27 de julho de 1944 por 98 vitórias. Após um período de licença, o agora Leutnant Birkner retornou ao front em setembro de 1944.

### Líder de esquadrão e morte
Em 1 de outubro de 1944, Birkner foi nomeado Staffelkapitän (líder do esquadrão) do 9. Staffel do JG 52. Ele assim sucedeu Oberleutnant Hartmann que foi transferido. No momento desta atribuição, o III. Gruppe era baseado em Warzyn, Polônia. O Gruppe estava sob o comando de Hauptmann Wilhelm Batz e Oberstleutnant Hermann Graf havia acabado de assumir o JG 52 como Geschwaderkommodore (comandante de ala). Em outubro, Birkner conquistou outras 18 vitórias, incluindo sua 100.ª vitória em 14 de outubro. Ele foi o 95.º piloto da Luftwaffe a atingir a marca do século.
Birkner foi morto em 14 de dezembro de 1944 quando sofreu uma falha de motor pousando em Cracóvia em um Messerschmitt Bf 109 G-14/U4 (Werknummer 510531—número de fábrica). Após sua morte, o comando do 9. Staffel foi passado para Hauptmann Otto-Karl Klemenz.

## Condecorações
- Cruz de Ferro (1939)
  - 2ª classe
  - 1ª classe
- Troféu de Honra da Luftwaffe (24 de abril de 1944) como Fahnenjunker-Feldwebel e piloto[19]
- Cruz Germânica em Ouro (20 de março de 1944) como Fahnenjunker-Feldwebel no 9./JG 52[20]
- Cruz de Cavaleiro da Cruz de Ferro (27 de julho de 1944) como Fahnenjunker-Feldwebel e pilto no 9./JG 52[21][22]